# Danko Jones
Danko Jones ist eine kanadische Rockband um den gleichnamigen kanadischen Sänger und Gitarristen. Weitere Bandmitglieder sind der Bassist John Calabrese und der Schlagzeuger Rich Knox.

## Geschichte
Danko Jones touren seit 1996. Erste öffentliche Erfolge konnten sie mit ihrer Single Bounce von der EP My Love Is Bold erzielen, mit der sie 2000 für einen Juno-Award nominiert waren. 2001 unterschrieb die Band bei Bad Taste Records aus Schweden, die Compilation I’m Alive and on Fire mit älteren Aufnahmen und Demos wurde veröffentlicht. Es folgte eine fünfwöchige Europatour im Vorprogramm der Backyard Babies. 2002 wurde ihr erstes komplettes Studioalbum veröffentlicht. 2004 wurden Danko Jones erneut für den Juno-Award nominiert, es folgte eine umfangreiche Tour durch Australien sowie zu großen Festivals wie Rock am Ring und Rock im Park. Es folgte das Album Sleep Is the Enemy. Nach der ersten Tournee durch Kanada seit vier Jahren im Frühjahr 2006 und erneuten Auftritten auf großen Festivals kehrten Danko Jones ins Studio zurück. Die Single Code of the Road wurde im Dezember 2007 auf ihrer MySpace-Seite veröffentlicht, zusammen mit der Ankündigung des neuen Albums Never Too Loud, das am 28. Februar 2008 in Europa erschienen ist.
Im Jahre 2009 wurden B-Seiten und Beiträge zu Compilations, wie die Ramones-Coverversion The Return of Jacky and Judy, auf dem Album B-Sides veröffentlicht.
2010 kam ein neues Studioalbum mit dem Namen Below the Belt auf dem Markt, auf dessen Cover Danko mit einem Löwen und der Pornodarstellerin Riley Steele posiert.
Nach einer nur als Onlinedownload erhältlichen EP mit dem Titel Mouth to Mouth folgte 2012 das neue Album Rock and Roll Is Black and Blue, auf der erstmals der neue Drummer Atom Willard zu hören war. Willard verließ die Band jedoch 2013 wieder und wurde durch Rich Knox ersetzt. Nach den üblichen Touraktivitäten der letzten Jahre und der Teilnahme bei der Motörboat-Kreuzfahrt wurde für Anfang 2015 das neue Album Fire Music angekündigt und der Teaser-Song Gonna Be a Fight Tonight online gestellt. Das Album Fire Music ist am 6. Februar 2015 erschienen. Im Anschluss an die Tournee zum Album, wird am 29. Februar 2016 das Livealbum  Live at Wacken  als CD+DVD, CD+Blu-ray und 2 LP veröffentlicht. Die DVD bzw. Blu-ray enthält als Bonus Danko Jones Spoken Word Performance vom Wacken Festival 2012.

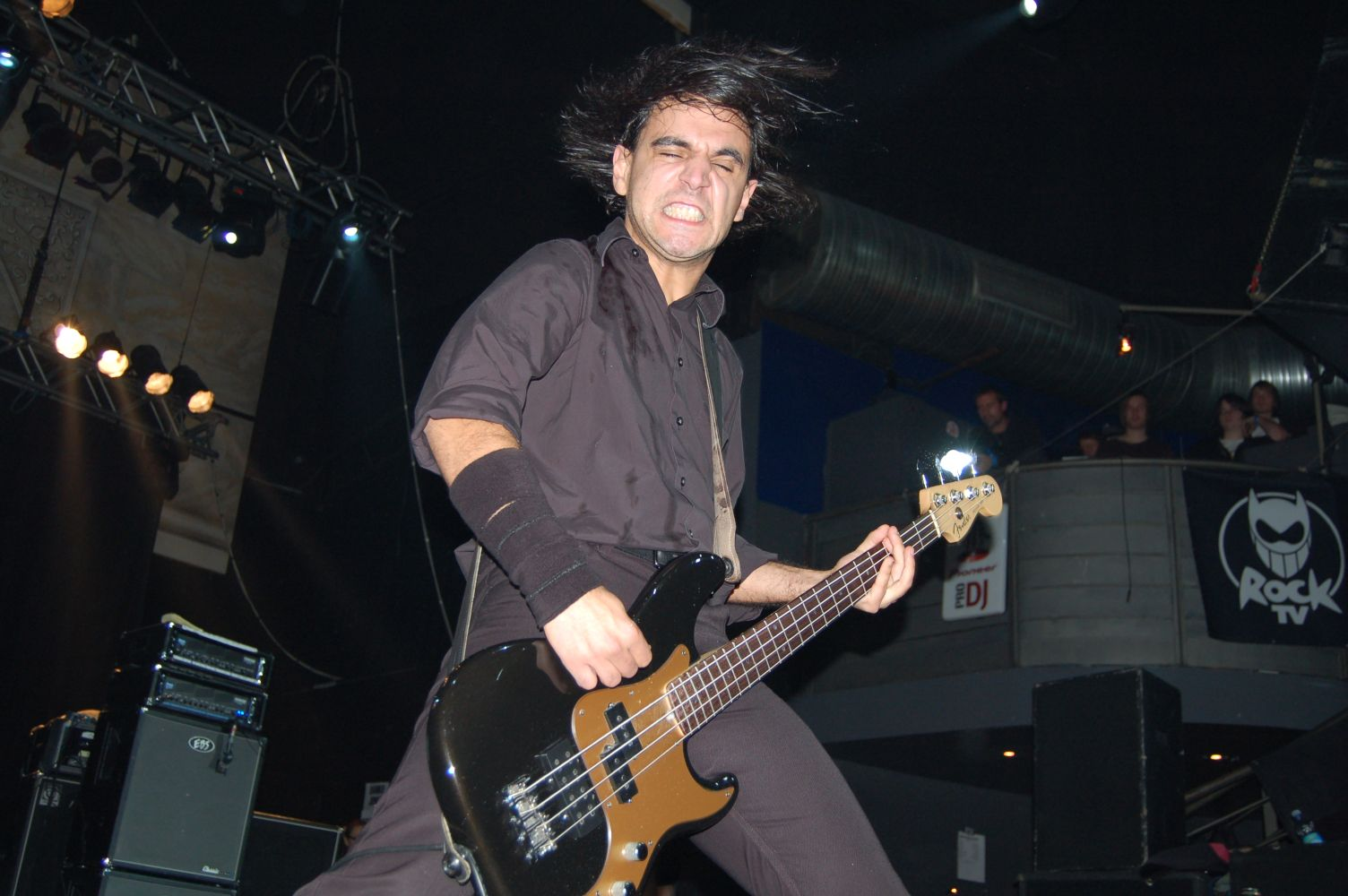
Bassist John Calabrese im November 2006 in Mailand

Danko Jones schreibt seit 2005 im deutschen Metal-Magazin Rock Hard eine ironisch-pathetische Kolumne über Rock-Musik und den dazugehörigen Lebensstil. In der Rock-Szene ist die Band seit einigen Jahren etabliert. 2012 erschien das englischsprachige Buch Too Much Trouble: A Very Oral History of Danko Jones von Stuart Berman, welches über Zitate der aktuellen und ehemaligen Bandmitgliedern Freunden und Weggefährten sowie viele Abbildungen, die Geschichte der Band beleuchtet. Weiterhin ist der Frontmann Danko Jones seit 2003 als Radiomoderator aktiv. Bei dem Sender Rocket FM in Stockholm moderiert er in unregelmäßigen Abständen eine Rocksendung, in der er seine Passion als Musikfan auslebt.

## Stil

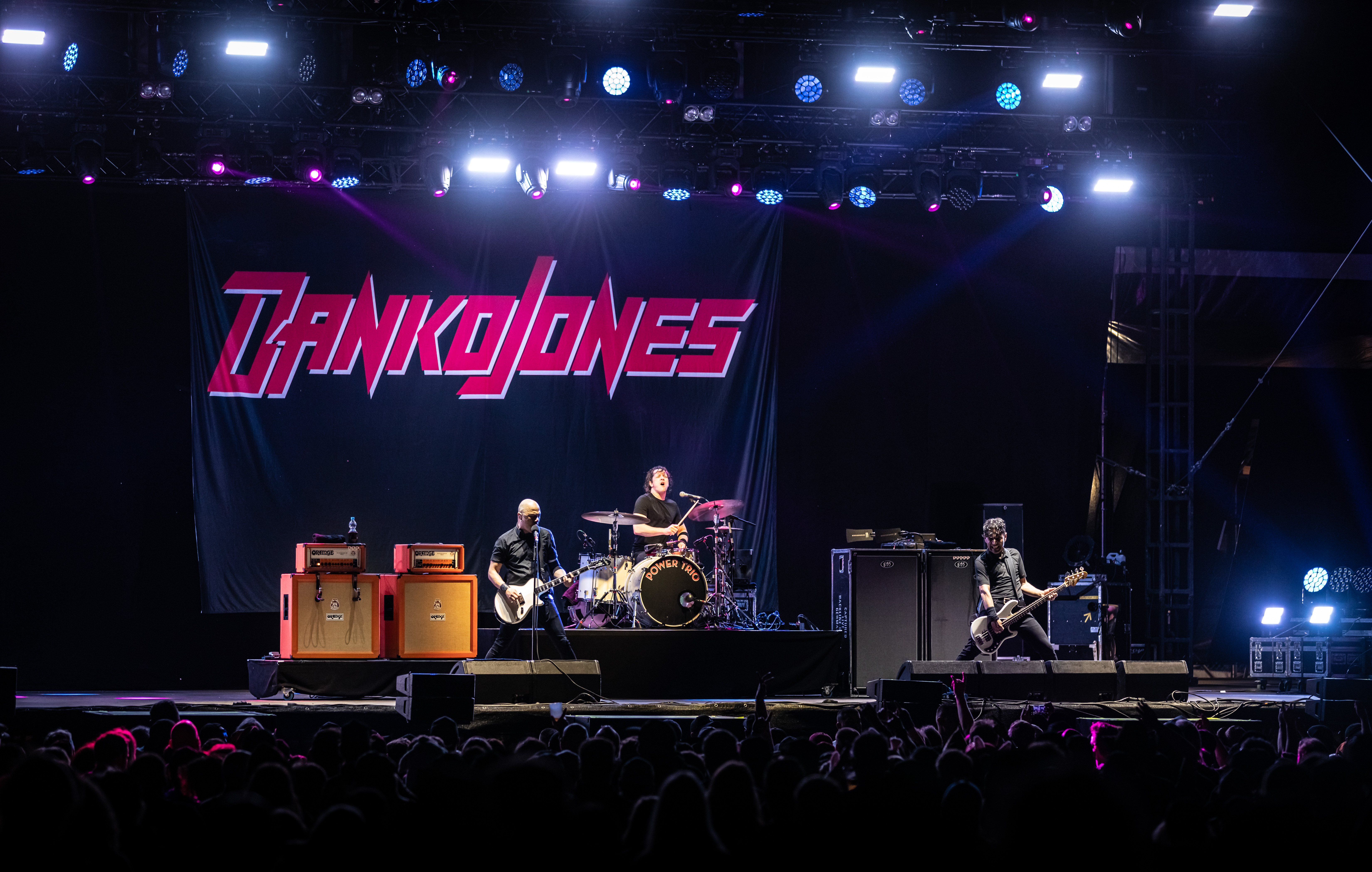
Danko Jones live @Rock am Ring 2022

Danko Jones’ Musik ähnelt der Musik von Bands wie KISS, AC/DC oder Thin Lizzy. Sie sind stilistisch im Hard Rock, Punkrock, Bluesrock und Heavy Metal anzusiedeln. Charakteristisch für ihre Musik sind die abgehackten Gitarrenpowerchord- und Singletoneriffs im Stil von AC/DC und das stark verzerrte Bassspiel, das dem von Lemmy Kilmister ähnelt.

## Liveauftritte
Danko Jones’ Liveauftritte sind vor allem kraftvoll und energiegeladen und von der selbstironischen wie vulgären Art des Frontmanns geprägt. Dazu gehört etwa obszönes „Anmachen“ von Zuschauern und sein wildes Zungenspiel. Dabei ist der ironische und satirische Charakter von Jones’ Bühnen-Alter-Ego immer wieder erkennbar. Außerdem ist die Band bekannt für ihre Spoken Word Performances, bei denen Jones etwas erzählt, während Rich Knox und John Calabrese einen einfachen Grundrhythmus spielen.

Southside Festival 2024
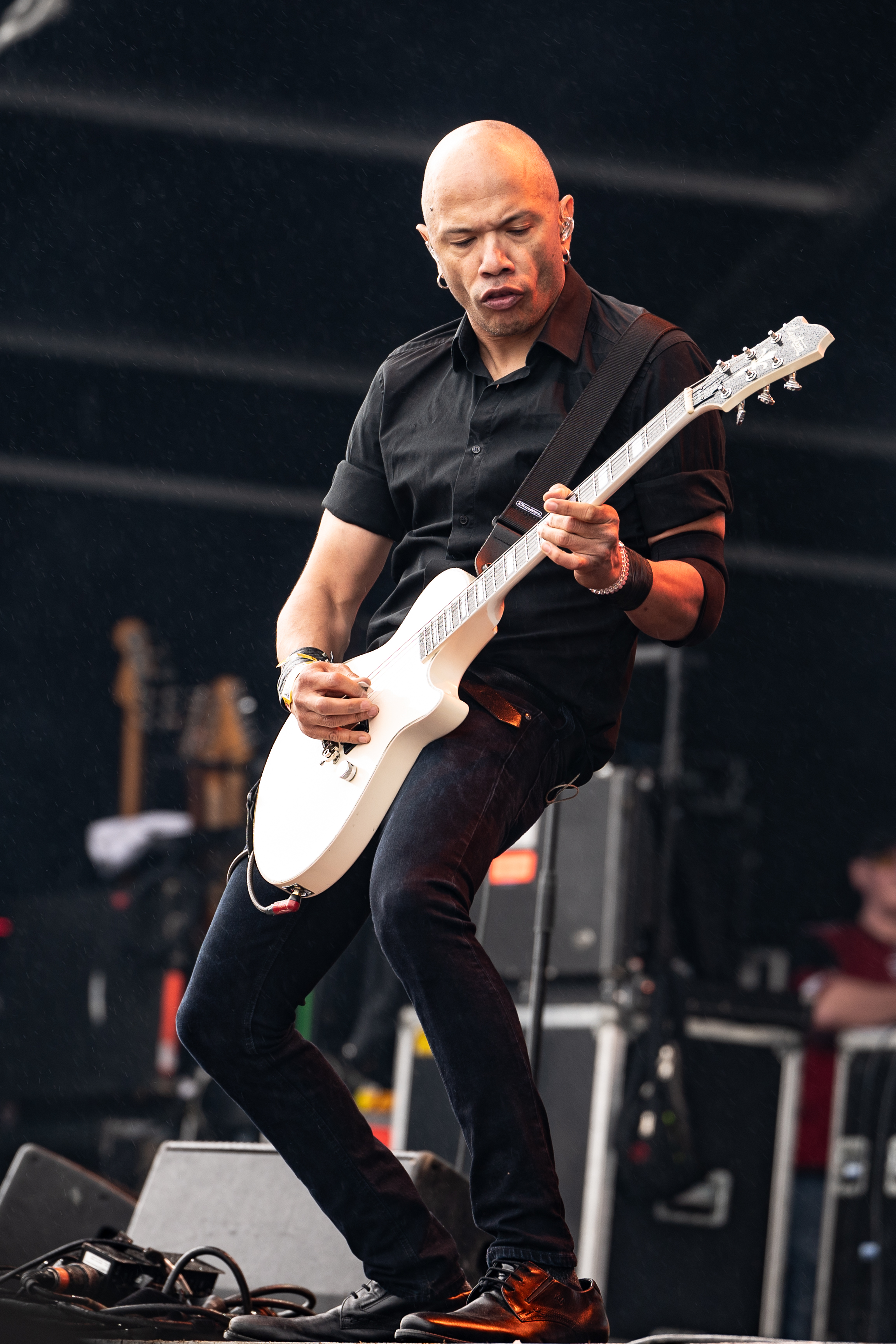
Danko Jones
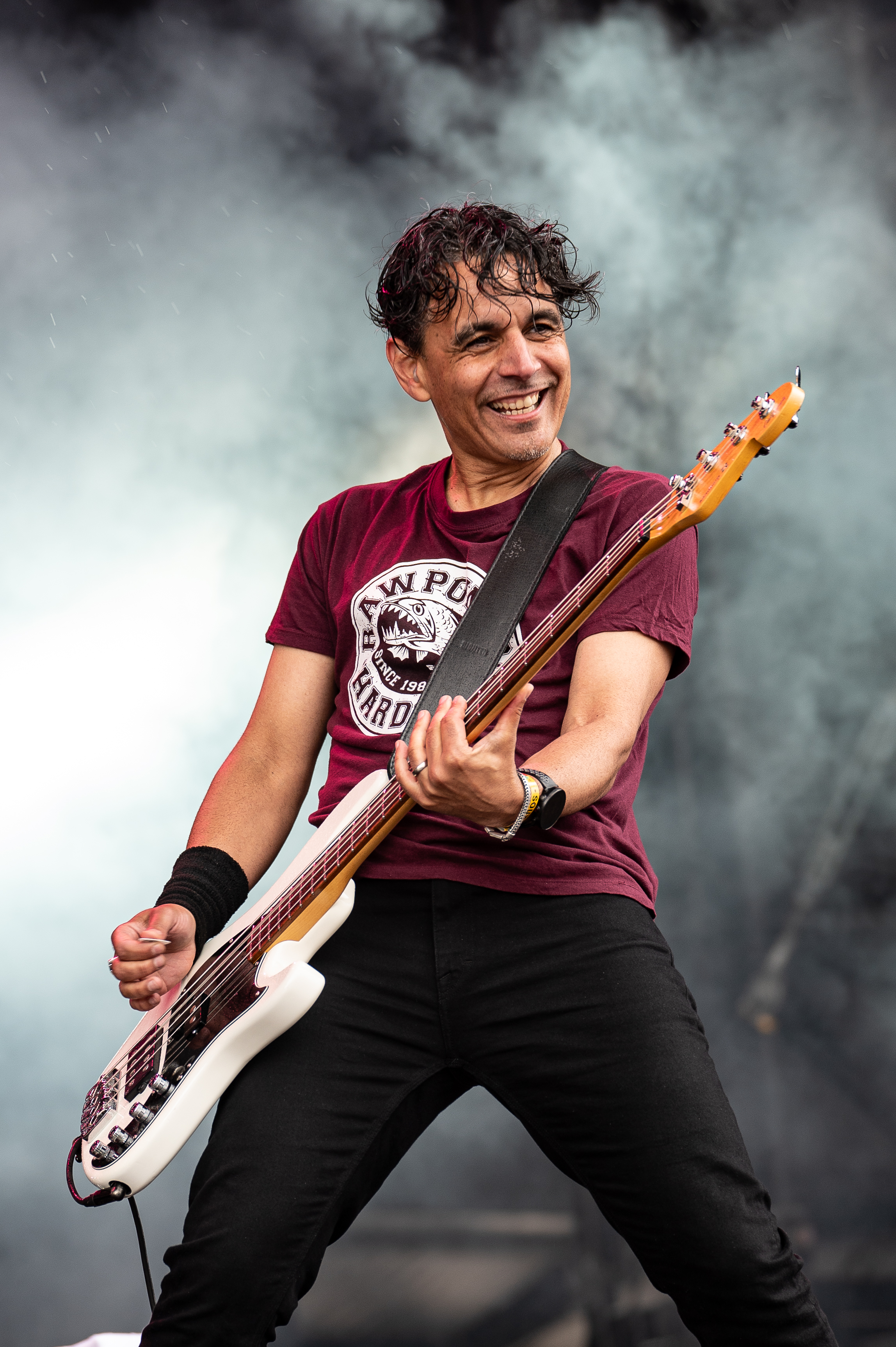
John Calabrese
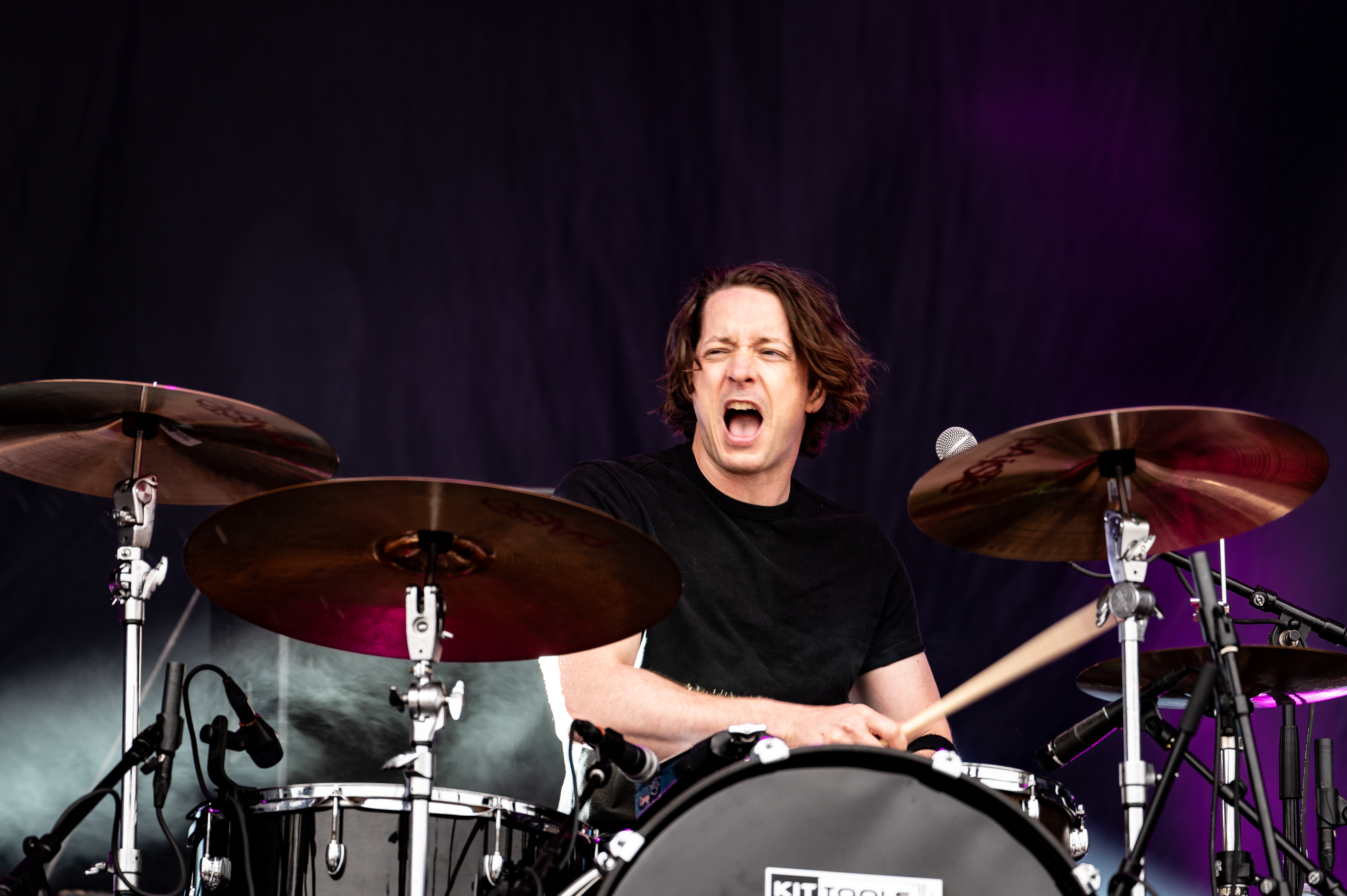
Rich Knox

## Diskografie

### Studioalben
| Jahr | Titel Musiklabel                          | Höchstplatzierung, Gesamtwochen, AuszeichnungChartplatzierungen (Jahr, Titel, Musiklabel, Platzierungen, Wochen, Auszeichnungen, Anmerkungen) | Höchstplatzierung, Gesamtwochen, AuszeichnungChartplatzierungen (Jahr, Titel, Musiklabel, Platzierungen, Wochen, Auszeichnungen, Anmerkungen) | Höchstplatzierung, Gesamtwochen, AuszeichnungChartplatzierungen (Jahr, Titel, Musiklabel, Platzierungen, Wochen, Auszeichnungen, Anmerkungen) | Anmerkungen                              |
| Jahr | Titel Musiklabel                          | DE | CH | AT | Anmerkungen                              |
| ---- | ----------------------------------------- | --- | --- | --- | ---------------------------------------- |
| 2002 | Born a Lion Bad Taste                     | — | — | — | Erstveröffentlichung: 23. Juni 2002      |
| 2003 | We Sweat Blood Bad Taste                  | — | — | — | Erstveröffentlichung: 21. Oktober 2003   |
| 2006 | Sleep Is the Enemy Bad Taste              | DE56 (2 Wo.)DE | CH72 (1 Wo.)CH | — | Erstveröffentlichung: 28. Februar 2006   |
| 2008 | Never Too Loud Bad Taste                  | DE35 (1 Wo.)DE | CH55 (2 Wo.)CH | AT73 (1 Wo.)AT | Erstveröffentlichung: 27. Februar 2008   |
| 2010 | Below the Belt Bad Taste                  | DE28 (3 Wo.)DE | CH39 (2 Wo.)CH | AT43 (1 Wo.)AT | Erstveröffentlichung: 11. Mai 2010       |
| 2012 | Rock and Roll Is Black and Blue Bad Taste | DE43 (1 Wo.)DE | CH70 (1 Wo.)CH | AT52 (1 Wo.)AT | Erstveröffentlichung: 9. Oktober 2012    |
| 2015 | Fire Music Bad Taste                      | DE21 (2 Wo.)DE | CH48 (1 Wo.)CH | AT36 (1 Wo.)AT | Erstveröffentlichung: 6. Februar 2015    |
| 2017 | Wild Cat Bad Taste                        | DE14 (3 Wo.)DE | CH26 (2 Wo.)CH | AT39 (1 Wo.)AT | Erstveröffentlichung: 3. März 2017       |
| 2019 | A Rock Supreme AFM Records                | DE21 (2 Wo.)DE | CH34 (1 Wo.)CH | — | Erstveröffentlichung: 26. April 2019     |
| 2021 | Power Trio AFM Records                    | DE16 (1 Wo.)DE | CH29 (1 Wo.)CH | — | Erstveröffentlichung: 27. August 2021    |
| 2023 | Electric Sounds AFM Records               | DE18 (2 Wo.)DE | CH24 (1 Wo.)CH | — | Erstveröffentlichung: 15. September 2023 |

### EPs
- Sugar Chocolate 7 (1998)
- Danko Jones EP (1998)
- My Love Is Bold (1999)
- I'm Alive and on Fire (2001)

### Sonstige Alben
- The Magical Word of Rock (2004, Spoken Word Performance)
- B-Sides (2009, B-Seiten und Sampler-Beiträge)
- Mouth to Mouth (2011, download EP)
- Garage Rock! A Collection of Lost Songs From 1996–1998 (2014, Alte Demo- und Live-Aufnahmen)
- Live at Gröna Lund (2014, Live-Album, nur per Spotify veröffentlicht)

### Videoalben
- Sleep Is the Enemy Live in Stockholm (2006)
- Bring on the Mountain (2012)
- Live at Wacken (2016)

## Trivia
- Danko Jones arbeitete während der frühen Bandjahre in einem Sexshop in Toronto.
- Einen Gastauftritt hat der Sänger und Gitarrist Danko Jones auf dem Album Metal der Thrash-Metal-Band Annihilator, wo er den Song Couple Suicide zusammen mit Angela Gossow von Arch Enemy singt.
- John Garcia (Ex-Kyuss) hat einen Gastauftritt im Song Invisible.
- Dregen, Gitarrist der Backyard Babies, ist Gastsänger im Song Strut.
- Danko Jones ist gebürtig indianisch/kanadischer Herkunft.
- Danko Jones arbeitete 2011 mit der ungarischen Groove-Metal-Band Ektomorf im Song The One zusammen
- In der US-amerikanischen Fernsehserie Californication arbeitet der Protagonist Hank Moody als Autor an der fiktiven Fernsehserie Santa Monica Cop, deren Hauptfigur Danko Jones heißt.
- Jones ist unter anderem auch als Featured Artist aktiv, so z. B. im 2016 veröffentlichten Song Black Rose der dänischen Band Volbeat und tritt als solcher hin und wieder mit Volbeat zusammen als Gastsänger auf. Phil Campbell (Ex-Motörhead) veröffentlichte auf dem 2019 erschienenen Album Old Lions Still Roar zusammen mit Jones den Titel Walk the Talk.
- Der Schauspieler Ralph Macchio spielt in den Musikvideos „Had Enough“, „I Think Bad Thoughts“ und „The Ballad of Danko Jones“ als "Dr. Lee Dorian" mit. Im Musikvideo zum Song „Full of Regret“ treten Lemmy Kilmister, Selma Blair, Elijah Wood und Mike Watt auf.